# イーリニコラス
イーリ ニコラス（EALEY Nicholas、1988年10月14日 - ）は、日本人の元ラグビーユニオン選手。

## プロフィール
- ニュージーランド出身[1]。
- ポジションはスクラムハーフ(SH)。
- 身長 180cm、体重 90kg
- ニックネームはニック。
- 父はニュージーランド人、母は日本人[2]。
- 日本国籍を保持している[3]。

## 略歴
5歳からラグビーを始めた。
2007年、セントビーズ高校卒業後、拓殖大学に入学する。
2010年、拓殖大学ラグビー部の副将に就任した。
2011年、拓殖大学卒業後、三洋電機ワイルドナイツ（現・埼玉パナソニックワイルドナイツ）に加入。同年10月29日に行われたジャパンラグビートップリーグ第1節のサントリーサンゴリアス戦にて途中出場で公式戦初出場を果たす。
2015年、神戸製鋼コベルコスティーラーズ(現・コベルコ神戸スティーラーズ)に加入。
2020年、三菱重工相模原ダイナボアーズに加入。
2022年、現役を引退した。